# 田端輝彦
田端 輝彦（たばた てるひこ、1959年 - 2016年1月22日）は、日本の教育学者。宮城教育大学教授。

## 経歴
高崎市立長野中学校（現長野郷中学校）卒業。
群馬県立高崎高等学校卒業。
群馬大学教育学部小学校教員養成課程（数学専修）卒業。
東京学芸大学教育学部大学院（数学教育研究）修了。
お茶の水女子大学附属小学校教諭となる。
東京学芸大学附属高等学校大泉校舎教諭となる。
宮城教育大学教育学部助教授（専門は、算数数学教育）となる。
宮城教育大学教育学部教授となる。
2016年1月22日、がんにより逝去。

## 著書
- 新しい算数 (小1〜6) 東京書籍 杉山吉茂・飯高茂・伊藤説朗代表，田端輝彦他，30名　 2002年4月
- 新編 新しい算数 (小1〜6) 東京書籍 杉山吉茂・飯高茂・伊藤説朗代表，田端輝彦他，33名 2005年4月
- 新編 新しい数学 (中1〜3) 東京書籍 杉山吉茂・俣野博代表，田端輝彦他，29名 2006年4月
- 生かす算数 (小4〜6) 日本教材文化研究財団・東京書籍 生かす算数・数学編集委員会編 2007年9月
- 算数科の指導計画作成と授業づくり 明治図書 中村享史，田端輝彦，中野博之編 2009年5月
- 新編 算数科教育研究　改訂版 学芸図書 算数科教育学研究会編 2010年4月
- 新しい算数 (小1〜6) 東京書籍 藤井斉亮・飯高茂代表，田端輝彦，他３５名　 2011年4月

## 論文
- 小数倍の導入についての一考察‐小数倍に表すよさに焦点をあてて‐ 日本数学教育学会会誌 田端輝彦 2001年12月 第83巻第12号　２頁〜12頁
- 同種の量の割合と異種の量の割合の指導順序に関する考察 日本数学教育学会会誌 田端輝彦 2002年8月 第84巻第８号　22頁?29頁
- 同種の量の割合の導入に関する一考察 日本数学教育学会会誌 2003年12月 （第85巻第12号）　３頁〜13頁
- 整数の乗法における比例関係の顕在化に関する授業の考察‐1あたり量を示さない問題を数直線に書く活動を通して‐ 第40回数学教育論文発表会論文集 2007年11月 325頁〜330頁
- 高等学校における比と比例 宮城教育大学紀要第４２巻 田端輝彦，萬伸介 2008年2月 63頁〜71頁
- 整数の乗法における比例関係の顕在化に関する一考察‐割合(比)の三用法の類型と1あたり量を示さない問題の分析を通して‐ 第41回数学教育論文発表会論文集 2008年11月 339頁〜344頁
- 比例の考えを生かす指導の重点と指針 新しい算数教育研究(No.463) 2009年8月 4頁〜7頁
- 割合の意味指導における比例関係の顕在化に関する授業の考察‐『同じ割合』の表をつくる活動を通して‐ 第42回数学教育論文発表会論文集 2009年11月 217頁〜222頁
- 分数の乗除法の意味指導に関する一考察‐比例関係を顕在化させた指導を通して‐ 第43回数学教育論文発表会論文集 2010年11月 121頁〜126頁
- 割合，比，比例 日本数学教育学会会誌（第92巻第12号） 2010年12月 60頁〜61頁（英文132頁〜133頁）